# El Pont del Molí
El El Pont del Molí és una obra de la Selva de Mar (Alt Empordà) inclosa a l'Inventari del Patrimoni Arquitectònic de Catalunya.

## Descripció
Pont situat a l'extrem septentrional de la vila de la Selva de Mar i del veïnat de Sant Sebastià, les cases del qual s'arrengleren al llarg dels dos marges de la riera de la Selva.
El pont està bastit mitjançant una arcada de mig punt, feta amb estretes lloses de pissarra lligades amb morter. L'aparell de les pilastres i baranes és de rebles de pissarra sense treballar i morter. Conserva rastres de l'enllosat del sòl, de rierencs.

## Història
El seu nom deriva del "Molí d'en Cervera", molí fariner que funcionà fins a la segona meitat del segle xix i que és emplaçat vora el pont, a la riba esquerra de la riera. Comunica el carrer del Pont amb el carrer de la Coma i amb el carrer de Baix i de l'Hospital.
Aquest pont és de factura semblant al "Pont del Corder" que es troba a poca distància aigües amunt. El pont del Corder quedà quelcom malmès per "l'aiguat de Sant Lluc" (18 d'octubre del 1876); en canvi, no hem trobat notícies que patís els efectes d'aquest aiguat el pont del Molí, en el qual no s'hi veuen pas mostres de refeccions importants.